# First Person Shooter (песня)
«First Person Shooter» — песня канадского рэпера Дрейка, записанная при участии американского рэпера Джей Коула. Она была выпущена лейблами Republic и OVO, как четвертый сингл с восьмого студийного альбома «For All the Dogs» 24 октября 2023 года. Дрейк и Джей написали песню совместно с продюсерами: Boi-1da, Vinylz, Tay Keith, FnZ, Oz, Coleman, а также с Snorre Tidemand. Этот сингл возродил десятилетнюю вражду Дрейка с другим рэпером Кендриком Ламаром.
«First Person Shooter» дебютировал на первом месте в американском чарте синглов  Billboard Hot 100, став тринадцатой песней для Дрейк номер один в этом чарте, а для Джей Коула - это первое попадание на вершину чарта. Музыкальный видеоклип на песню вышел 15 ноября 2023 года.

## Запись
Во время обсуждения специального эпизода радиошоу «Table for One», которое Дрейк запустил в поддержку своего нового альбома, 6 октября 2023 года, за несколько часов до релиза «For All the Dogs», рэпер подтвердил, что Джей Коул появится в шестом треке альбома, назвав его "магией четвертой четверти", а также сообщил, что они с Коулом "только что вышли из студии", что говорит о том, что «First Person Shooter» была последней записанной песней для альбома.

## Композиция
«First Person Shooter» отличается "тонким, но торжествующим"
, но при этом "высокооктавным" звучанием, которое начинается с "искаженного" вокального сэмпла Джо Вашингтона из «Look Me in the Eyes» в тот момент, когда оба артиста начинают обмениваться несколькими тактами. Во второй половине песни звучит зацикленный сэмпл из оркестровой композиции Снорре Тидеманда «Redemption». "Жесткий" и "игривый" трек был особенно отмечен за его "футуристическую и энергичную" постановку, которая позволила Дрейку и Коулу продемонстрировать свое мастерство. В треке Коул размышляет о своем постоянном успехе, утверждая, что он, Дрейк и его коллега-американский рэпер Кендрик Ламар — это «большая тройка» в рэп-музыке, в то время как он сам чувствует себя Мухаммедом Али. Другая отсылка включает сравнение обоих артистов с мемом о двух Человеках-пауках, которые указывают друг на друга пальцем. Коул также говорит, что хотел бы посотрудничать с американским рэпером YoungBoy Never Broke Again, записав совместную песню, опровергая таким образом слухи о том, что он оскорбил Кентрелла за его сотрудничество с рэпером и продюсером альбома Lil Yachty в песне «The Secret Recipe», а также подтверждает, что его новый альбом «The Fall Off» уже скоро выйдет. Говоря о своей славе и коммерческом успехе, Дрейк упоминает The Beatles и Майкла Джексона, отметив в частности, что ему не хватает одной песни, чтобы сравняться с последним по количеству синглов номер один в американском чарте Billboard Hot 100, исполненных сольным исполнителем.

### Ответ от Кендрика Ламара
Услышав о лирическом заявлении Джей Коула о «большой тройке», рэпер Кендрик Ламар ответил ему в песне рэперов Future и Metro Boomin «Like That», в записи которой он принял участие. Сингл был выпущен в конце марта 2024 года. В нем, исполняя свой куплет, Ламар отвечает Коулу и Дрейку, читая "К черту большую тройку, ниггер, здесь большой только я!".

## Мнение критиков
Кайл Денис из Billboard поставил «First Person Shooter» на девятое место в списке лучших треков альбома, написав, что дуэт позиционирует себя как "старейшин", но при этом продолжают "ставить свою шкуру на кон", и хотя их поведение было расценено как "хвастливое", оба немного сдержаны. Моси Ривз из Rolling Stone заявил, что в «First Person Shooter» Дрейк «полностью уступает Джей Коулу», а его тексты примитивны, некоторые из них представляют собой «бессвязный текст, в котором он говорит о женщин так, будто набивает морозилку мясом». Шахзаиб Хуссейн, автор статей для Clash, отмечает, что в "шутере от первого лица" Дрейк предстает перед нами "сплошь витиеватым, напыщенным и позирующим".

## Коммерческий успех
«First Person Shooter» дебютировал на первом месте в американском чарте песен Billboard Hot 100, став тринадцатой песней Дрейка и первой песней Коула, возглавившей чарт. Таким образом Дрейк сравнялся с Майклом Джексоном по количеству сольных песен, возглавивших данный чарт среди исполнителей мужского пола. На второй неделе песня оставалась в первой десятке американского чарта Billboard Hot 100, опустившись на восьмую позицию
. Также «First Person Shooter» дебютировал на первой позиции в чарте Billboard Streaming Songs, став 19-м синглом Дрейка, возглавившим чарт.

## Чарты
| Чарт (2023–2024)                       | Высшая позиция |
| -------------------------------------- | -------------- |
| Австралия (ARIA)                       | 4              |
| Австралия Australia Hip Hop/R&B (ARIA) | 2              |
| Австрия (Ö3 Austria Top 40)            | 38             |
| Канада (Billboard Canadian Hot 100)    | 2              |
| Дания (Tracklisten)                    | 22             |
| Франция (SNEP)                         | 52             |
| Мир (Billboard Global 200)             | 2              |
| Греция Greece International (IFPI)     | 5              |
| Исландия Iceland (Tónlistinn)          | 8              |
| Ирландия (IRMA)                        | 7              |
| Италия (FIMI)                          | 55             |
| Латвия Latvia (LaIPA)                  | 8              |
| Литва Lithuania (AGATA)                | 19             |
| Люксембург Luxembourg (Billboard)      | 11             |
| MENA (IFPI)                            | 10             |
| Нидерланды (Single Top 100)            | 22             |
| Новая Зеландия (Recorded Music NZ)     | 5              |
| Португалия (AFP)                       | 15             |
| ЮАР (TOSAC)                            | 2              |
| Швеция (Sverigetopplistan)             | 42             |
| Швейцария (Schweizer Hitparade)        | 10             |
| ОАЭ (IFPI)                             | 4              |
| Великобритания (OCC UK Singles)        | 4              |
| Великобритания (OCC UK Hip Hop/R&B)    | 2              |
| США (Billboard Hot 100)                | 1              |
| США (Billboard Hot R&B/Hip-Hop Songs)  | 1              |
| США (Billboard Rhythmic)               | 4              |

| Чарт (2024)                           | Позиция |
| ------------------------------------- | ------- |
| Канада (Canadian Hot 100)             | 75      |
| Global 200 (Billboard)                | 193     |
| США Billboard Hot 100                 | 61      |
| США Hot R&B/Hip-Hop Songs (Billboard) | 19      |
| США Rhythmic (Billboard)              | 17      |

## Сертификация
| Регион                                                                      | Сертификация | Продажи |
| --------------------------------------------------------------------------- | ------------ | ------- |
| Австралия (ARIA)                                                            | Золотой      | 35 000  |
| Великобритания (BPI)                                                        | Серебряный   | 200 000 |
| Данные о продажах + прослушиваниях приведены только на основе сертификации. |              |         |

## История релиза
| Регион | Дата            | Формат                      | Лейбл        | Источник |
| ------ | --------------- | --------------------------- | ------------ | -------- |
| США    | 24 Октября 2023 | Rhythmic contemporary радио | OVO Republic | [ 50 ]   |